# Sanna Kurki-Suonio
Sanna Kurki-Suonio (1966) is een Finse zangeres, kantele-speelster en componiste. Internationaal is ze het bekendst als zangeres van de Zweedse groep Hedningarna, waarbij ze zong van 1991 tot 1999. Ze was ook een van de oorspronkelijke leden van Loituma, de groep die bekend werd door het Meisje met de prei. Kurki-Suonio maakte op dat ogenblik echter geen deel meer uit van Loituma.
Na de verschijning van haar eerste album Musta in 1998 toerde ze door Europa en de VS met de Zweedse violist Magnus Stinnerbom.
Nadien componeerde ze met de Finse popster A.W. Yrjänä een concert ter gelegenheid van het 150-jarig bestaan van het Finse nationale epos Kalevala en leverde ze gastbijdragen op albums van Ismo Alanko, Pekka Lahti, Hannu Saha, Transjoik, Frode Fjellheim, Tellu Turkka en het Tapiola Chamber Choir.
Haar tweede album, Kainuu, maakte ze samen met kantelespeelster Riitta Huttunen.
Sanna Kurki-Suonio gaf tot 2002 zangles aan de Sibeliusacademie in Helsinki. Tegenwoordig doceert ze aan de academie van de Noord-Karelische hoofdstad Joensuu.

## Discografie
- met Hedningarna
  - Kaksi (1992)
  - Trä (1994)
  - Karelia Visa (1999)

- met Tellu Turkka
  - Suden Aika (1997)

- solo
  - Musta (1998)
  - Huria (2007)

- met Riitta Huttunen
  - Kainuu (2004)